# خاویر پینوتو
خاویر پینوتو (انگلیسی: Xavier Pinoteau؛ زادهٔ ۱۲ فوریهٔ ۱۹۸۳) بازیکن فوتبال اهل فرانسه است.